# Abraham Ostrzega

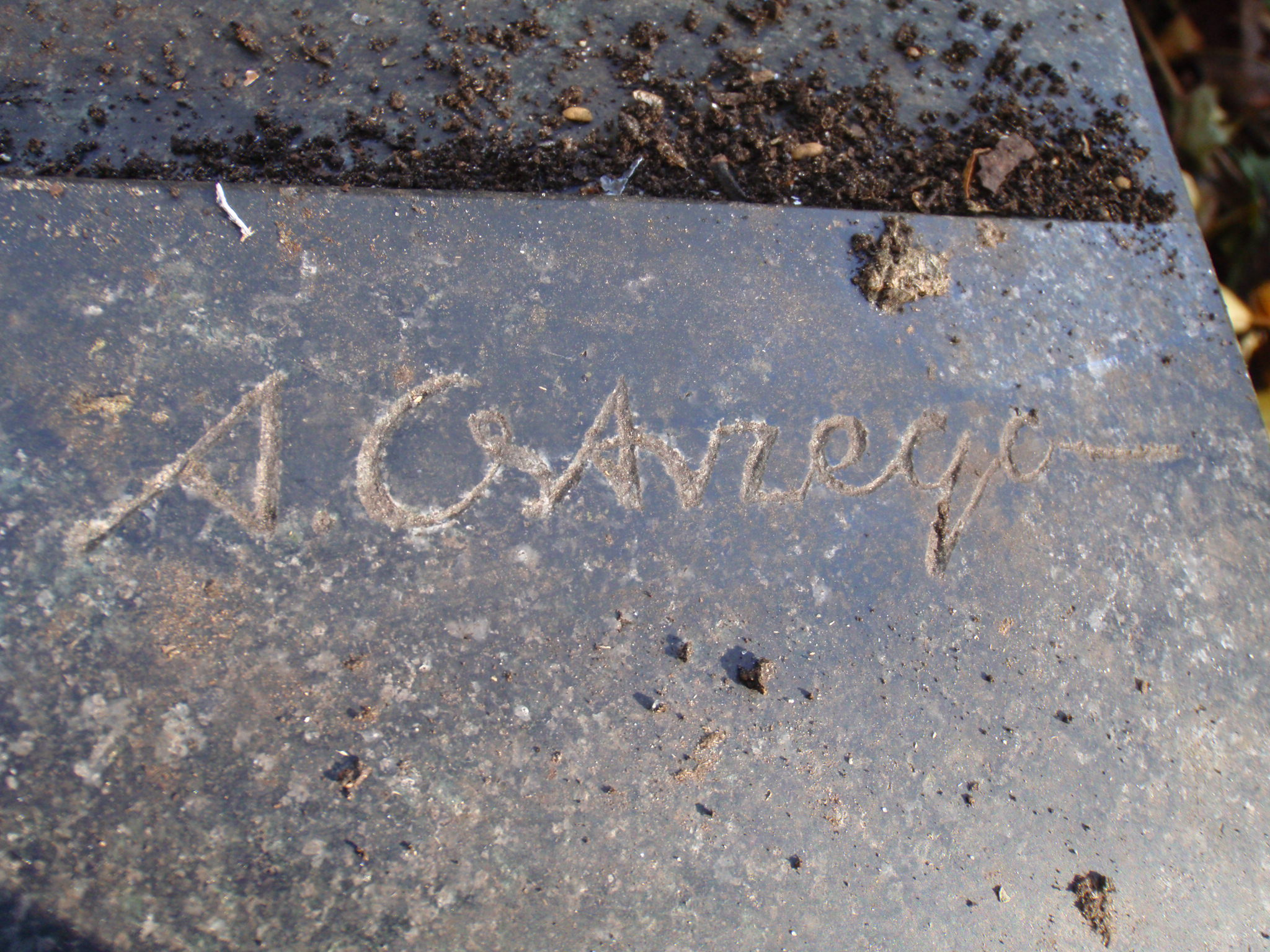
Autograf Abrahama Ostrzegi na nagrobku Róży Orzech na cmentarzu żydowskim w Warszawie

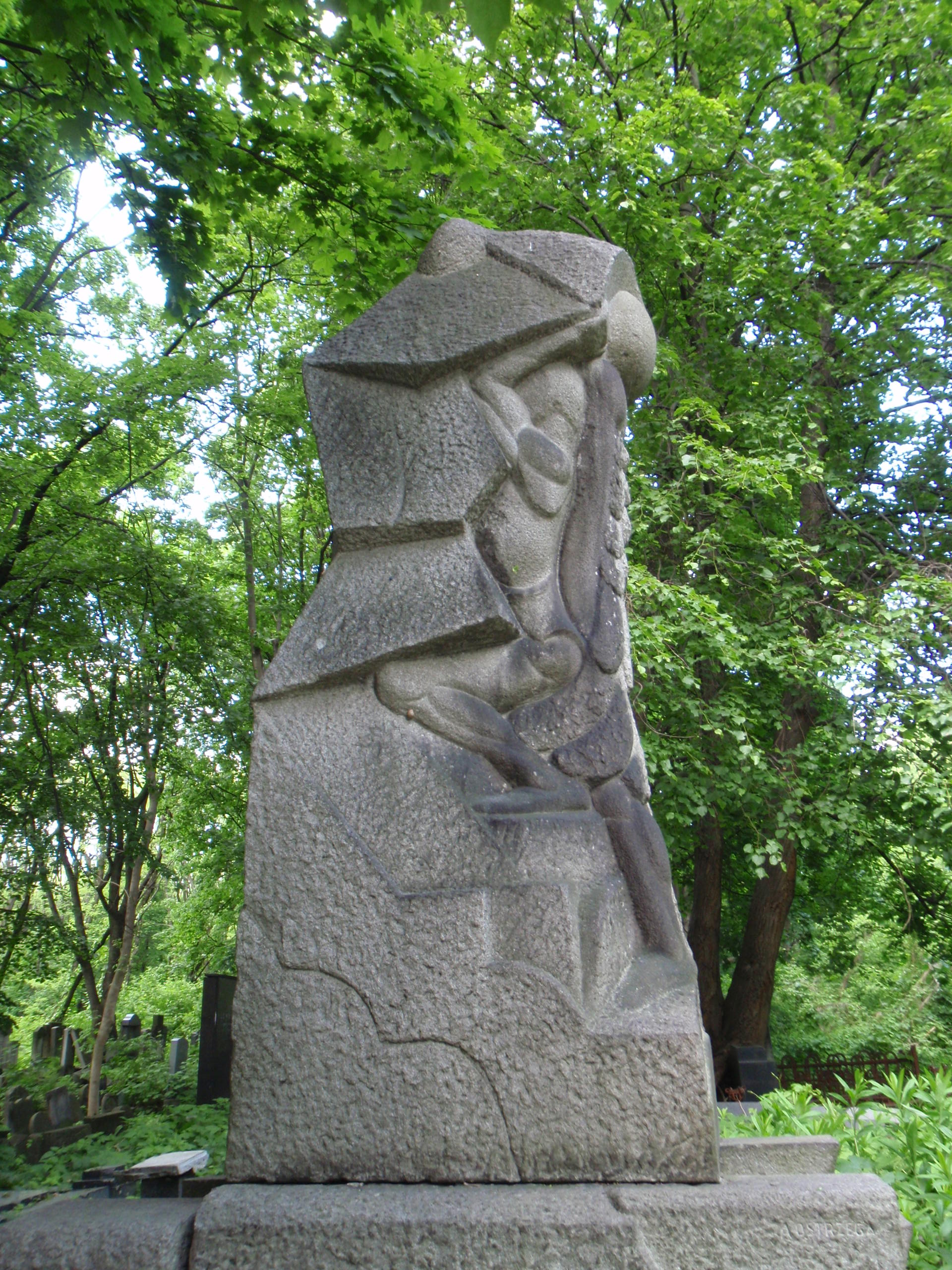
Zakuty w skale – przykład rzeźby symbolicznej na grobie Jana Sieroty w Warszawie

Abraham Ostrzega (ur. 1889 w Okuniewie, zm. około 25 sierpnia 1942 w Treblince) – polski rzeźbiarz żydowskiego pochodzenia.

## Życiorys
Urodził się w ortodoksyjnej rodzinie żydowskiej. Odebrał tradycyjne religijne wykształcenie w jesziwach w Białymstoku i w Brześciu. W latach 1912–1913 kształcił się jako rzeźbiarz w pracowni Henryka Kuny. W 1915 rozpoczął studia w warszawskiej Szkole Sztuk Pięknych. Należał do Towarzystwa Zachęty Sztuk Pięknych i współtworzył Żydowskie Towarzystwo Krzewienia Sztuk Pięknych. Przez niedługi czas współpracował z Szymonem Kratko.
Początkowo tworzył rzeźby portretowe i symboliczne. Z tego okresu jego twórczości pochodzą Macierzyństwo (1923, rzeźba wyróżniona I nagrodą na wystawie Salon Towarzystwa Zachęty Sztuk Pięknych w styczniu 1924), Majmonides (1925, obecnie w zbiorach Uniwersytetu Hebrajskiego w Jerozolimie) oraz Prorok (1924). Później zajmował się też rzeźbą pomnikową. Zaprojektował m.in. pomnik Ludwika Zamenhofa dla Białegostoku (1931). Projektował dekoracje teatralne, a w latach 30. XX wieku prowadził wraz z Władysławem Weintraubem przy ul. Mylnej 9a w Warszawie Atelier Zdobnictwa Artystycznego. Wystawiał swe dzieła w Warszawie, Łodzi, Lublinie i Paryżu.

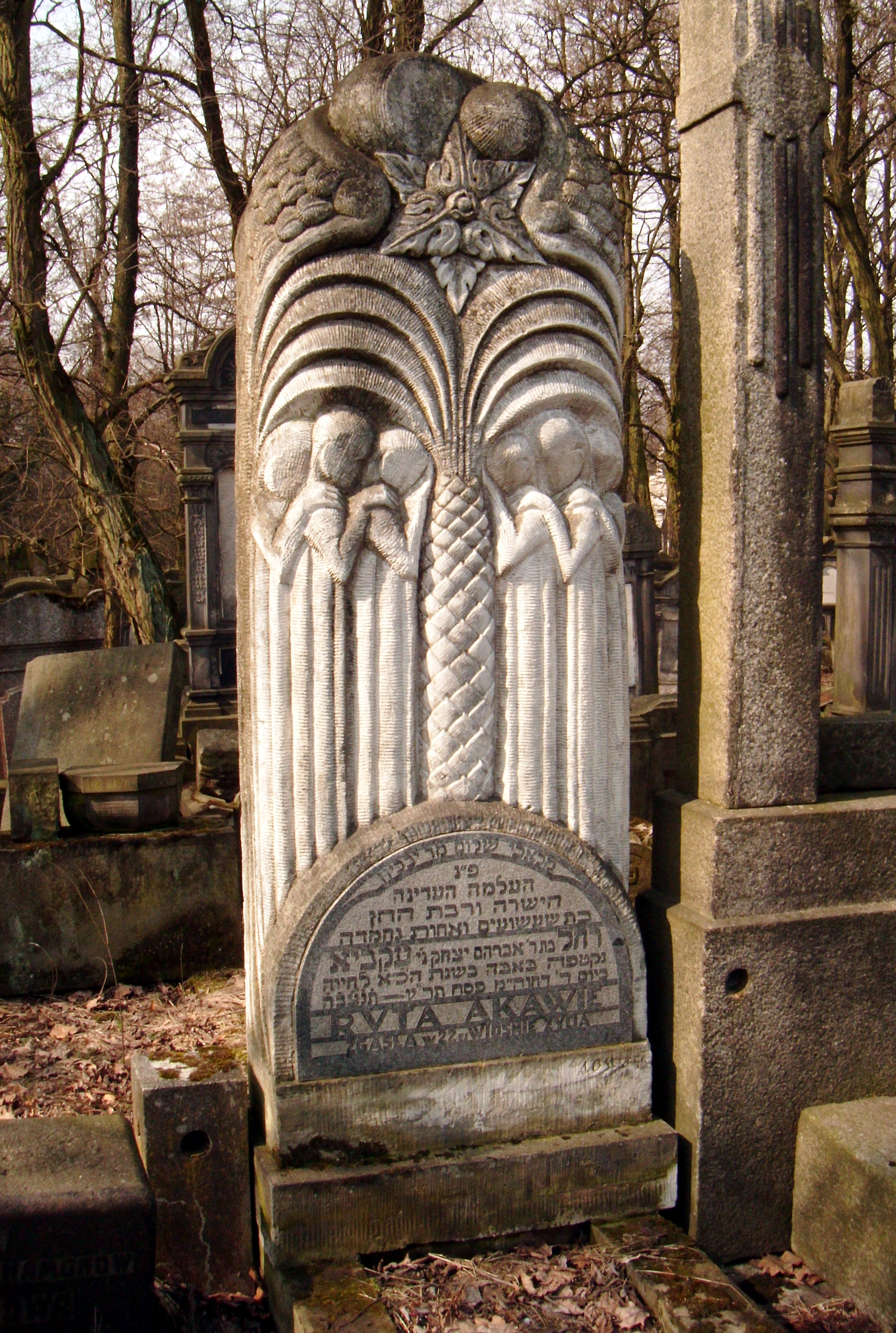
Nagrobek Ruty-Racheli Akawie w Łodzi

Największą sławę zyskał jednak jako twórca rzeźby sepulkralnej. Nagrobki jego autorstwa ustawiane były głównie w Warszawie, lecz także w Łodzi (nagrobki Stanisława Heymana i Ruty-Racheli Akawie) oraz w Grodnie (nagrobek poety Lejba Najdusa). Jego nowatorskie podejście, wyrażające się w ekspresjonistycznych, symbolicznych i geometrycznych formach nawiązujących do dawnej sztuki żydowskiej, a także rzeźby figuralne ocierające się lub wręcz łamiące religijne zakazy ukazywania twarzy ludzkiej, zyskało mu uznanie wśród kół postępowych, a wrogość u ortodoksów. Ci ostatni zmuszali wielokroć Ostrzegę do zmiany lub usuwania już wykonanych nagrobków i niejednokrotnie niszczyli lub uszkadzali te obrażające ich uczucia religijne.
Podczas II wojny światowej uwięziony w warszawskim getcie, gdzie uruchomił fabrykę osełek, aby się utrzymać i uchronić przed wywózką. 25 sierpnia 1942, w czasie wielkiej akcji deportacyjnej, został wywieziony do obozu zagłady w Treblince i tam zamordowany.

### Twórczość
Większość jego dzieł uległa zniszczeniu podczas II wojny światowej. Zachowało się jednak około 60 pomników na cmentarzu żydowskim przy ulicy Okopowej w Warszawie, m.in.:
- Mauzoleum Trzech Pisarzy,
- grobowiec Gitli Boczke,
- grobowiec Zygmunta Bychowskiego[2],
- grobowiec Reginy Handelsman[3],

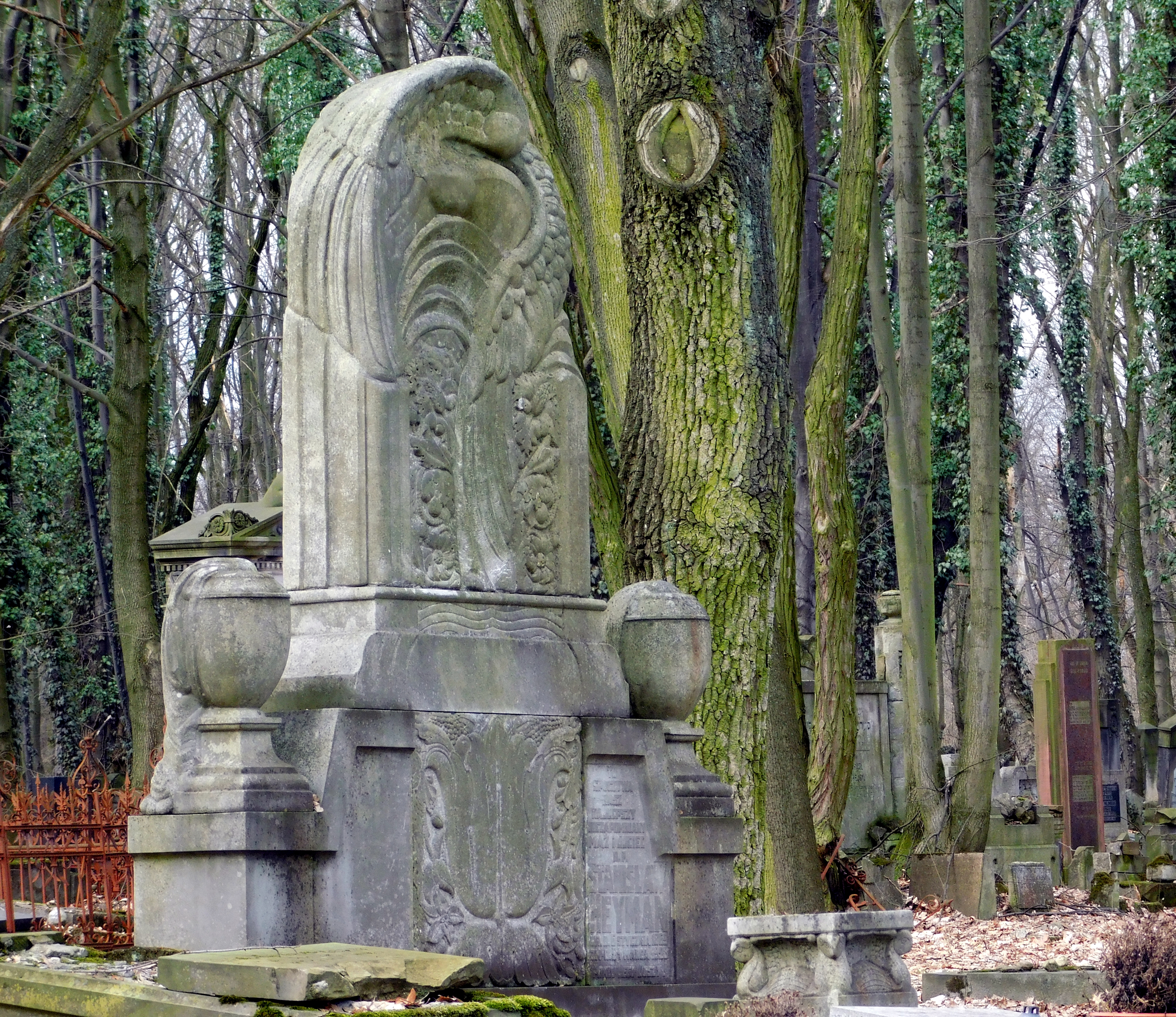
Nagrobek Stanisława Heymana w Łodzi

- Nagrobek Stanisława Heymana w Łodzinagrobek Aleksandra Hochgemain-Homańskiego[4],
- nagrobek Józefa Izbickiego[5],
- grobowiec Magnusa Kryńskiego[6],
- nagrobek Hirsza Dawida Nomberga[7],
- nagrobek Estery Pave[8],
- nagrobek Adolfa Peretza[9],
- nagrobek Ezjasza Tenenbauma[10]
- a także pewna liczba nagrobków na nowym cmentarzu żydowskim w Łodzi.